# Georg Friedrich Daumer
Georg Friedrich Daumer (Nürnberg, 1800. március 5. – Würzburg,  1875. december 13.) német költő, filozófus. Amadeus Ottokar és Eusebius Emmeran néven is írt.

## Élete
1816-ig végezte középiskolai tanulmányait szülővárosában. Az egyik tanítója Hegel volt.
1817-ben  Erlangen egyetemén tanult teológiát, majd áttért a filológia szakra.
1822 és 1830 között tanár volt Nürnbergben, majd magántanító.
1828-ban ő tanította a rövid ideig házukban lakó Kaspar Hausert beszélni.
1856-ban Frankfurtba költözött.

## Művei

### Költemények
- 1841 Glorie der heiligen Jungfrau Maria
- 1846 Hafis
- 1848 Mahomed und sein Werk
- 1853 Frauenbilder und Huldigungen
- 1855 Polydora (Petőfi-utánköltések)
- 1859 Marianische Legenden und Gedichte
- 1862 Schone Seelen

Több versét Brahms zenésítette meg.

### Filozófia
- 1833 Philosophie, Religion, und Altertum
- 1835 Züge zu einer neuen Philosophie der Religion und Religionsgeschichte
- 1842 Der Feuer-und Molochdienst der Hebraer
- 1847 Die Geheimnisse des christlichen Altertums
- 1850 Religion des neuen Weltalters
- 1859 Meine Konversion
- 1860–1862 Aus der Mansarde
- 1864 Das Christentum und sein Urheber
- 1874 Das Wunder, seine Bedeutung, Wahrheit und Notwendigkeit